# Каттани, Диего
Диего Каттани (итал. Diego Cattani, род. 9 сентября 1971, в Сесто-Сан-Джованни, область Ломбардия, Италия) — итальянский шорт-трекист, выступавший на Олимпийских играх 1992,  1994 годов в качестве запасного и Олимпийских играх 1998 года. Чемпион мира 1993 года в команде. Неоднократный призёр чемпионатов мира и европы.

## Спортивная карьера
Диего Каттани впервые участвовал на международной арене в 1991 году, когда на первом командном чемпионате мира в Сеуле занял 4-е место в команде. В следующем году на Олимпийских играх в Альбервилле был в качестве запасного, так и не выступил, через два года в Лиллехаммере ситуация повторилась, Диего вновь остался без соревновании, не получив золотую  медаль в эстафете, следом в японском Минамимаки  Диего вместе с Орацио Фагоне,  Мирко Вюллермином и  Хуго Херрнхофом стали вторыми на командном чемпионате мира, а в 1993 году выиграли золотую медаль мирового первенства в Будапеште. Ещё через год взяли бронзу в Кеймбридже в том же составе и ещё добавился Маурицио Карнино. 
У Диего Каттани не было медалей с чемпионатов мира на отдельных дистанциях. Наконец в 1995 году в эстафете выиграл серебро чемпионата мира в Йёвике. На втором чемпионате Европы в  Будапеште Диего в эстафете завоевал второе место. И  в том же году принял участие на Олимпийских играх в Нагано, где в эстафете занял 4-е место.

## Карьера тренера
Диего в период своей спортивной карьеры учился в университете Святого Сердца в Милане с 1991 по 1999 год. После карьеры спортсмена в 2000 году получил должность директора в компании "Agorà - Lo Stadio del ghiaccio", управление ледовой ареной "Агора", к которой проработал до 2017 года. В феврале 2007 он стал генеральным менеджером в компании "Impakt Sport Equipment" по изготовлению защитной одежды для конькобежцев.,  где работает и сейчас. Также имеет должность тренера по шорт-треку в компании Sport Evolution skating в Бергамо.

## Семья
Диего познакомился со знаменитой итальянской фигуристкой Барбара Фузар-Поли в 1997 году. В течение 3-х лет они встречались, а 24 июня 2000 года поженились. В 2004 году у них родилась девочка Джорджия, в 2008 появился мальчик Кристиан. Живут в Милане.